# Jurij Barinow
Jurij Wiktorowicz Barinow (ros. Юрий Викторович Баринов, ur. 31 maja 1955 w Dosczatoje) – radziecki kolarz szosowy, brązowy medalista olimpijski.

## Kariera
Największy sukces w karierze Jurij Barinow osiągnął w 1980 roku, kiedy zdobył brązowy medal w indywidualnym wyścigu ze startu wspólnego podczas igrzysk olimpijskich w Moskwie. W zawodach tych wyprzedzili go jedynie jego rodak Siergiej Suchoruczenkow oraz Polak Czesław Lang. Był to jedyny medal wywalczony przez Barinowa na międzynarodowej imprezie tej rangi oraz jego jedyny start olimpijski. Poza tym zwyciężył w klasyfikacji generalnej wyścigu Dookoła Bułgarii w 1978 roku, Wyścigu Pokoju w 1980 roku oraz Tour de Luxembourg i Circuit de la Sarthe w 1981 roku. Ponadto w 1980 roku został wicemistrzem kraju w wyścigu ze startu wspólnego amatorów.

## Najważniejsze zwycięstwa
- 1980 – Wyścig Pokoju
- 1981 – Tour de Luxembourg, Circuit de la Sarthe
- 1983 – etap w Tour de Pologne